# Ellie Goulding
Elena Jane Goulding (Hereford, 30 dicembre 1986) è una cantautrice britannica.
Ha pubblicato cinque album in studio e numerosi singoli di successo, vendendo complessivamente oltre 115 milioni di copie in tutto il mondo. Nel corso della sua carriera ha ricevuto candidature per 11 BRIT Awards, vincendone 3 assieme a un Billboard Music Award e a un NRJ Music Award; ha inoltre ricevuto candidature a due Grammy Awards, rispettivamente nelle edizioni del 2016 e del 2024, ed è stata insignita dell'Impact Award dalla rivista Time nel 2022.
La sua carriera ebbe inizio quando incontrò i produttori Starsmith e Frankmusik. Successivamente venne notata da Jamie Lillywhite, il quale divenne suo manager e A&R. Dopo aver firmato con la Polydor Records nel luglio del 2009, registrò sempre nello stesso anno il suo primo EP, An Introduction to Ellie Goulding. Nel 2010 diventa la seconda artista a vincere nello stesso anno sia il sondaggio Sound of... sia il premio della critica nell'ambito del BRIT Award. Sempre al 2010 risale la pubblicazione dell'album in studio di debutto, Lights, che è esordito direttamente alla prima posizione della Official Albums Chart e, a oggi, ha venduto più di 800 000 copie solo nel Regno Unito. Il disco è stato trainato dalla cover di Your Song di Elton John, che raggiunse la seconda posizione in Regno Unito e la title track Lights, che si è spinta fino alla seconda posizione nella Billboard Hot 100 statunitense venendo certificata triplo disco di platino dalla Recording Industry Association of America (RIAA).
Il suo secondo album, Halcyon, fu pubblicato nell'ottobre del 2012, con Anything Could Happen a precederlo come primo singolo estratto. Il disco debuttò alla seconda posizione nella classifica britannica e, dopo 65 settimane, riuscì a raggiungere alla prima posizione. La riedizione Halcyon Days, pubblicata nel 2013, contiene al suo interno l'inedito Burn, che è diventato il suo primo singolo a posizionarsi al primo posto in Regno Unito e in Italia. Nel 2015 contribuisce alla colonna sonora del film campione d'incassi Cinquanta sfumature di grigio con il singolo Love Me like You Do, che diventa il maggiore successo commerciale in carriera dell'artista. Sempre nel 2015, pubblica il terzo album Delirium, cui ha fatto seguito l'omonima tournée mondiale durata per tutto il 2016. Dopo una serie di pubblicazioni isolate, torna nelle scene musicali con il quarto album Brightest Blue (2020). Nel 2023 segue la pubblicazione del suo quinto album, Higher Than Heaven.

## Biografia

### Gli esordi
Elena "Ellie" Jane Goulding cresce a Lyonshall, una piccola cittadina vicino a Kington, Herefordshire, seconda di quattro figli (ha un fratello e due sorelle). Sua madre, Tracey (nata Clark), lavorava in un supermercato, e suo padre, Arthur Goulding, proveniva da una famiglia di becchini. All'età di cinque anni i suoi genitori si separarono e lei ebbe un patrigno che lavorava come camionista. A nove anni iniziò a suonare il clarinetto e a quattordici la chitarra classica. Ha frequentato la Lady Hawkins' High School in Kington dove ottenne la parte principale in una produzione scolastica, ne Il meraviglioso mago di Oz, come spaventapasseri. A quindici anni iniziò a scrivere canzoni e mentre era al college vinse una competizione canora.
Dopo aver frequentato i corsi di prosa e politica all'Università del Kent, entra in contatto con la musica elettronica e fu scoperta da Jamie Lillywhite da un contest di talenti universitari. Dopo aver ottenuto successo a uno showcase di Sarah Stennett, le fu consigliato di lasciare l'università e si trasferì in una casa a ovest di Londra. Lillywhite divenne il suo manager e la presentò a Starsmith che divenne il suo collaboratore e produttore centrale di Lights.

### 2008–2011:Lightse altri progetti
Nel 2009 firma un contratto con la Polydor Records con la quale ha pubblicato l'EP An Introduction to Ellie Goulding, seguito nel marzo del 2010 dall'album di debutto, Lights. Il suo primo singolo, Under the Sheets, diffuso via radio dal 30 settembre 2009, e su iTunes il 15 novembre dello stesso anno, raggiunge la 53ª posizione della classifica dei singoli britannici. Dopo aver ricevuto il BRIT Award, il 22 febbraio 2010 pubblica il secondo singolo, Starry Eyed, che sempre nella classifica britannica raggiunge la quarta posizione. Il terzo singolo, Guns and Horses, viene pubblicato il 17 maggio seguente, mentre il quarto, The Writer, il 9 agosto 2010.

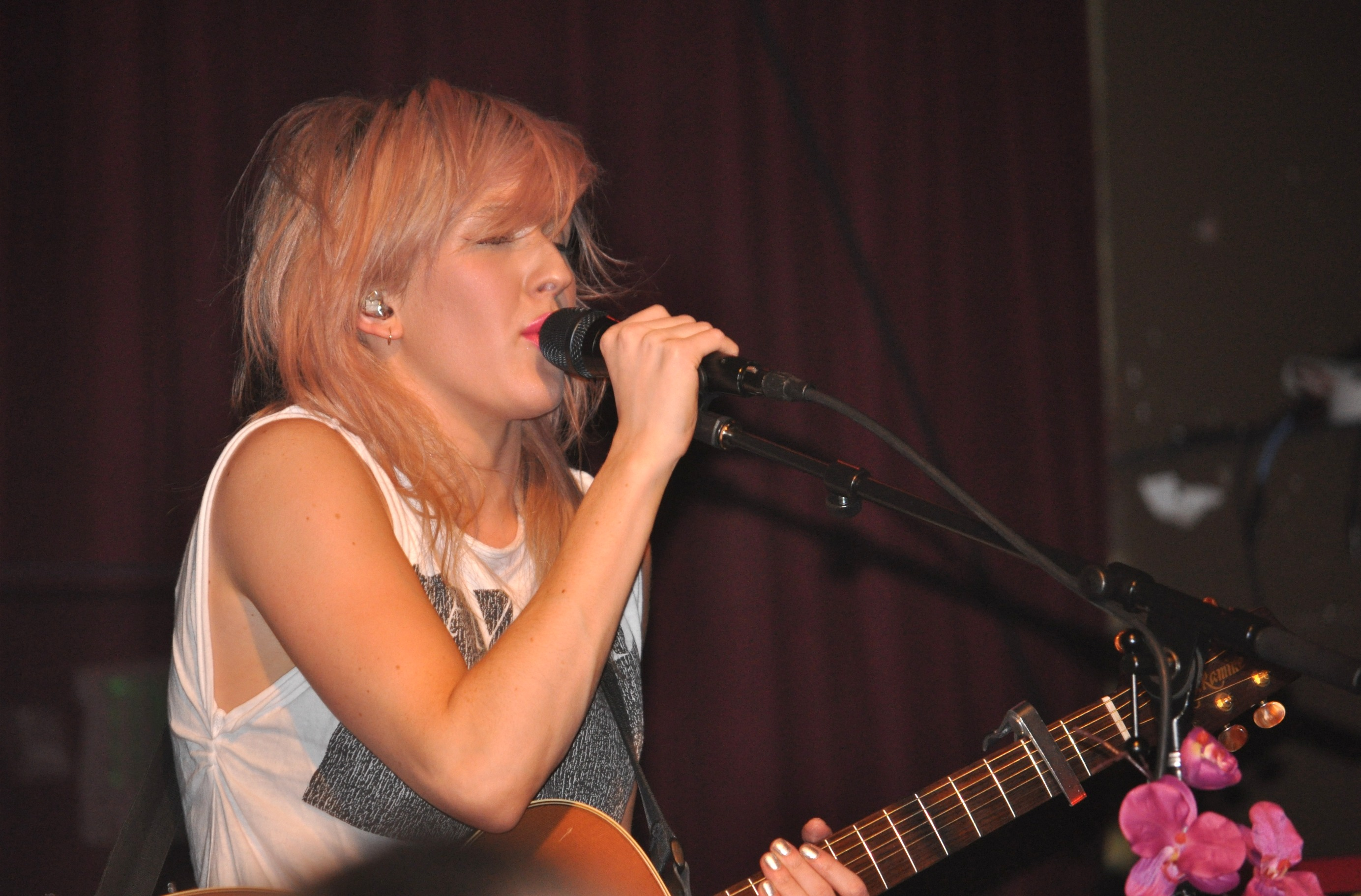
Ellie Goulding in concerto a Seattle nell'aprile del 2011

Lights viene ripubblicato in edizione speciale il 29 novembre dello stesso anno con il titolo Bright Lights, con sette nuove canzoni oltre a quelle già presenti nell'edizione standard, tra cui il singolo Your Song, cover del brano di Elton John, pubblicato il 12 novembre 2010. L'album Lights pubblicato il 1º marzo 2010 giunge quasi subito in prima posizione nella classifica degli album britannici, vendendo nella prima settimana circa 40 000 copie.
Lights ha avuto un discreto successo anche in Grecia, Irlanda, Nuova Zelanda, Germania e Norvegia.
Il 19 settembre 2011 Goulding viene scelta da Katy Perry per aprire i concerti del suo California Dreams Tour in sostituzione di Jessie J, infortunatasi a un piede. In precedenza, in febbraio, Ellie in un'intervista aveva rivelato al Daily Star che pianificava di pubblicare nel corso del 2011 un altro album, seguito di Lights, commentando: «non voglio portarlo avanti per troppo tempo. Credo che uscirà quest'anno o all'inizio dell'anno prossimo». Il mese dopo, quando le viene chiesto del genere musicale dell'album in un'intervista con il sito di gossip Dean Piper's World, afferma che: «ha un suono molto dark e molto strano. Questo album sarà anche più sentimentale. Volevo farlo così. È un album che fa un certo effetto, sia che tu sia triste, sia che tu sia allegro, in fondo dona a chi lo ascolta una scintilla di speranza».

### 2012–2014:Halcyon

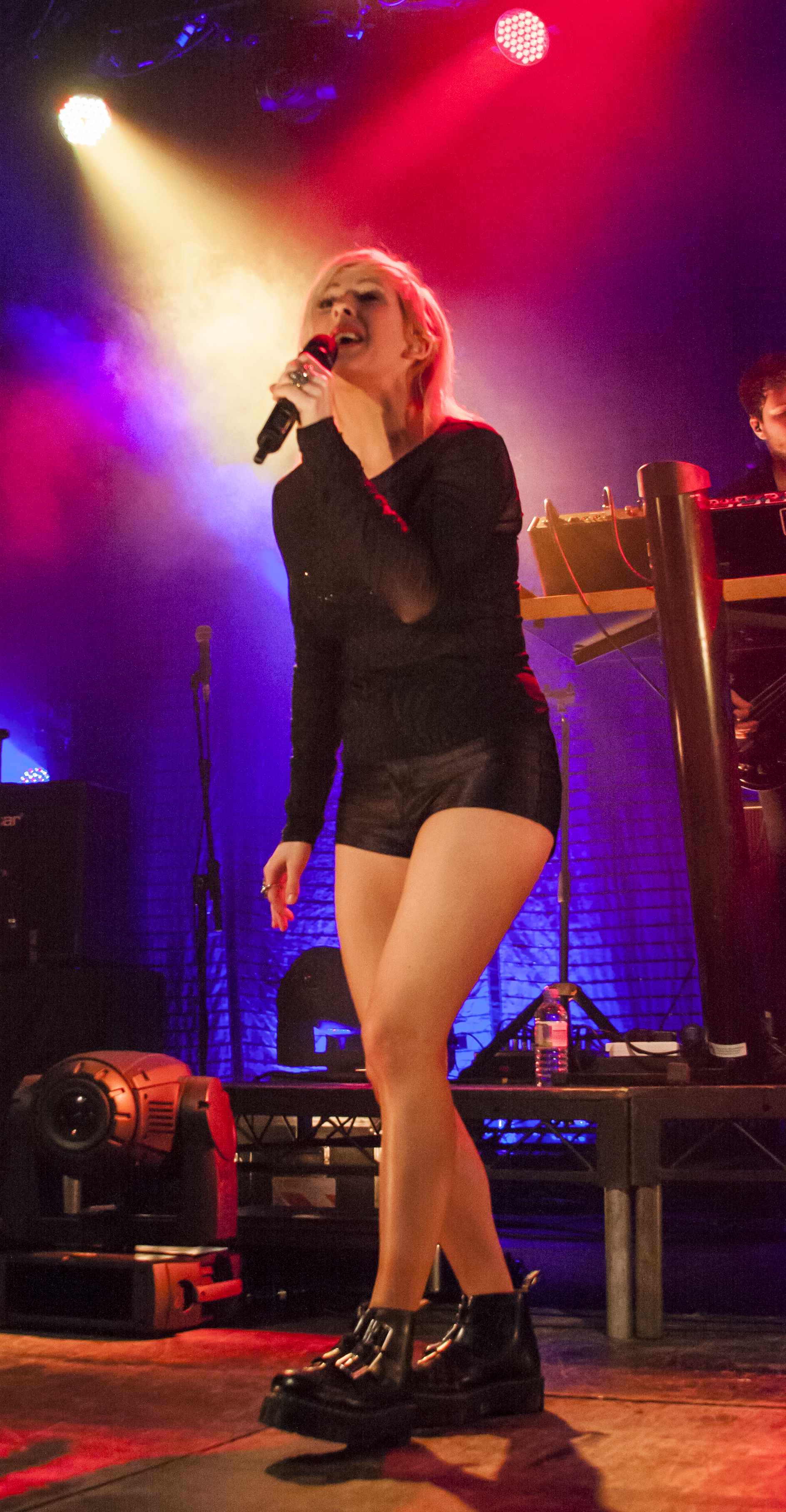
Ellie Goulding nel 2012, nel corso di un'esibizione alla Manchester Academy.

Nel 2012 Ellie collabora con Zedd nella canzone Fall Into The Sky; compare poi insieme al deejay britannico anche nel video ufficiale del singolo, poi presentato il 15 aprile 2013. Verso la fine di luglio viene annunciato che il secondo album, Halcyon, sarebbe stato reso disponibile dall'8 ottobre seguente; il disco è preceduto dal singolo Anything Could Happen, uscito il 21 agosto, mentre il 3 dello stesso mese era stato pubblicato su YouTube un trailer contenente alcune tracce ricavate dal disco. Il lyric video di Anything Could Happen, realizzato con delle foto inviate alla cantante dai suoi fan attraverso Instagram, esce il 9 agosto 2012.
Il 27 dello stesso mese, sul set del video musicale di Anything Could Happen, Ellie afferma a MTV News: «mi sono mossa più lentamente dopo il primo album, perché ho scoperto, imparato e sono molto cresciuta. L'album successivo ha ricevuto influenze diverse, e anche le tante persone che ho incontrato lo hanno influenzato. Penso che questo fantastico mix sia dovuto a diverse e fruttuose coincidenze e circostanze. È un album un po' più tribale, quasi un inno. In questo ho introdotto un maggior numero di vocalismi e assoli al pianoforte. L'ultimo album è molto elettronico, comunque mediato dalla mia voce, per me, quest'ultimo è un certamente più "pop"». Il 19 novembre pubblica il video musicale di Figure 8, secondo estratto dall'album.
In questo periodo Goulding inizia a farsi notare anche dal mondo del cinema, che si interessa alla sua musica: nel 2012 la cantante contribuisce alle colonne sonore dei film The Twilight Saga: Breaking Dawn - Parte 2 con la canzone Bittersweet, pubblicata il 13 novembre, e Hunger Games: La ragazza di fuoco con il brano Mirror, mentre l'anno successivo è presente nelle pellicole Divergent e Questione di tempo con, rispettivamente, i pezzi Beating Heart e How Long Will I Love You.

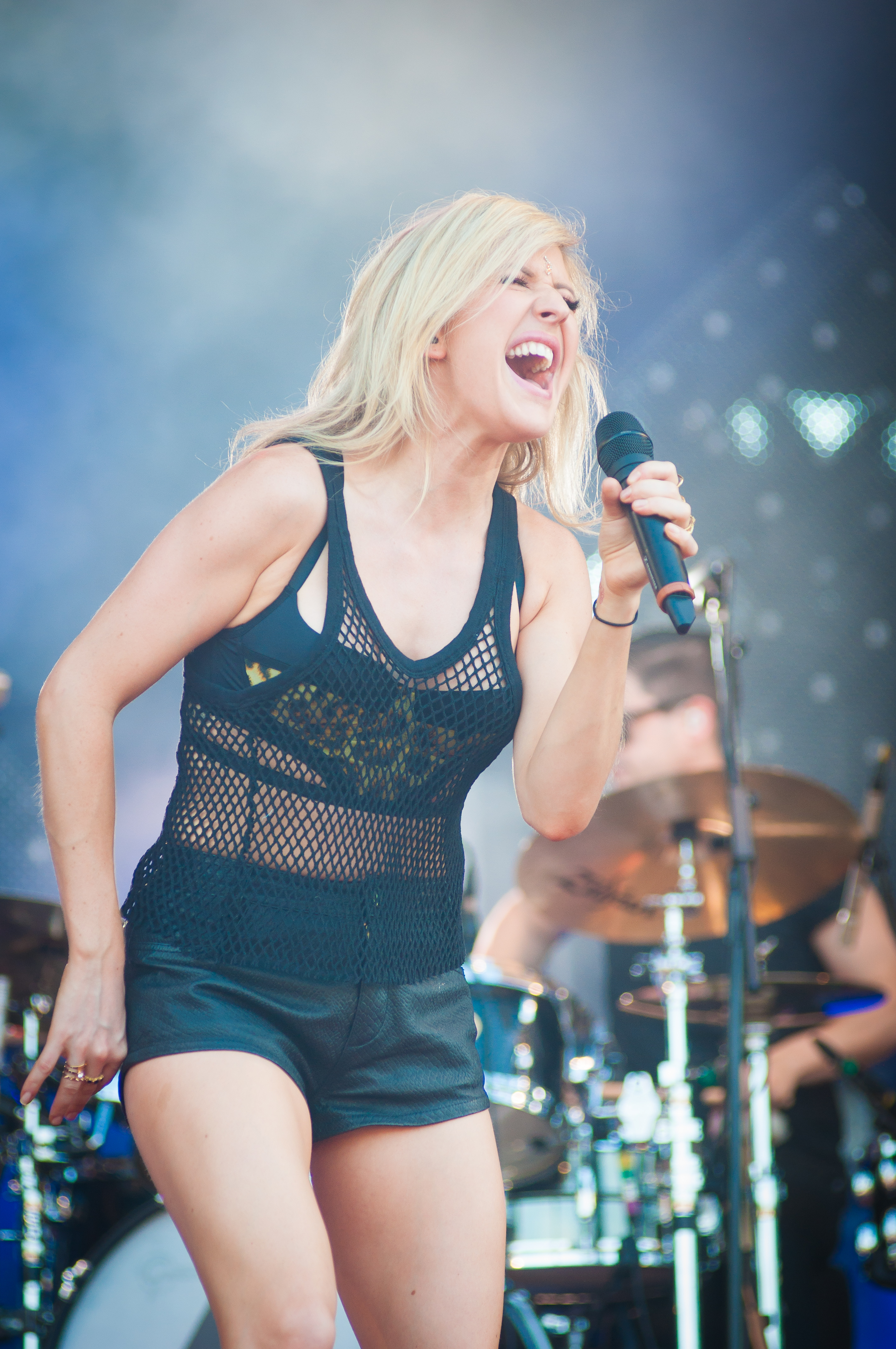
Ellie Goulding nel 2014, in concerto allo Ilosaarirock di Joensuu.

Nel febbraio del 2013 viene annunciato che Goulding avrebbe aperto le date di luglio e agosto del The Moonshine Jungle Tour di Bruno Mars. A maggio dello stesso anno la cantante pubblica una reinterpretazione del brano Tessellate degli Alt-J. Il 4 luglio, Ellie carica su SoundCloud il nuovo singolo Burn, annunciandone la pubblicazione per il 18 del mese. Il brano viene reso disponibile il 26 luglio seguente, primo estratto da Halcyon Days. Burn è stato accolto positivamente e ha riscosso il successo globale sin da subito: è divenuto il primo singolo della cantante a collocarsi al vertice della Official Singles Chart britannica e della classifica italiana stilata da FIMI.
Il 5 luglio 2013, Digital Spy conferma la pubblicazione di Halcyon Days, versione speciale dell'album Halcyon, per il 23 agosto seguente. Il 7 luglio 2013, il video musicale ufficiale per Burn debutta sul canale Vevo di Goulding su YouTube. Nel frattempo, il 15 ottobre 2013, la cantante conferma al programma radiofonico di Fearne Cotton che How Long Will I Love You, realizzata per il film Questione di tempo, sarebbe stata adottata anche dalla BBC per un'iniziativa a scopo benefico; il 28 dello stesso mese, la cantante posta sul suo canale Vevo un video alternativo del succitato brano, per il cortometraggio Tom & Issy.

### 2014–2017:Delirium
Nell'ottobre del 2014 Ellie torna nuovamente a collaborare con Calvin Harris nel brano Outside, contenuto nell'album di questo ultimo, Motion, in uscita nel novembre seguente; la canzone riscuote un buon successo a livello globale, posizionandosi ai vertici delle classifiche britanniche. Nel 2015 torna a lavorare per il grande schermo, componendo Love Me like You Do per la colonna sonora di Cinquanta sfumature di grigio; il brano arriva alla prima posizione della classifica ufficiale inglese, raggiungendo inoltre la vetta della graduatoria dei singoli più venduti su iTunes Store in trentatré paesi. Nello stesso anno partecipa inoltre come guest star al videoclip di Bad Blood della collega e amica Taylor Swift.

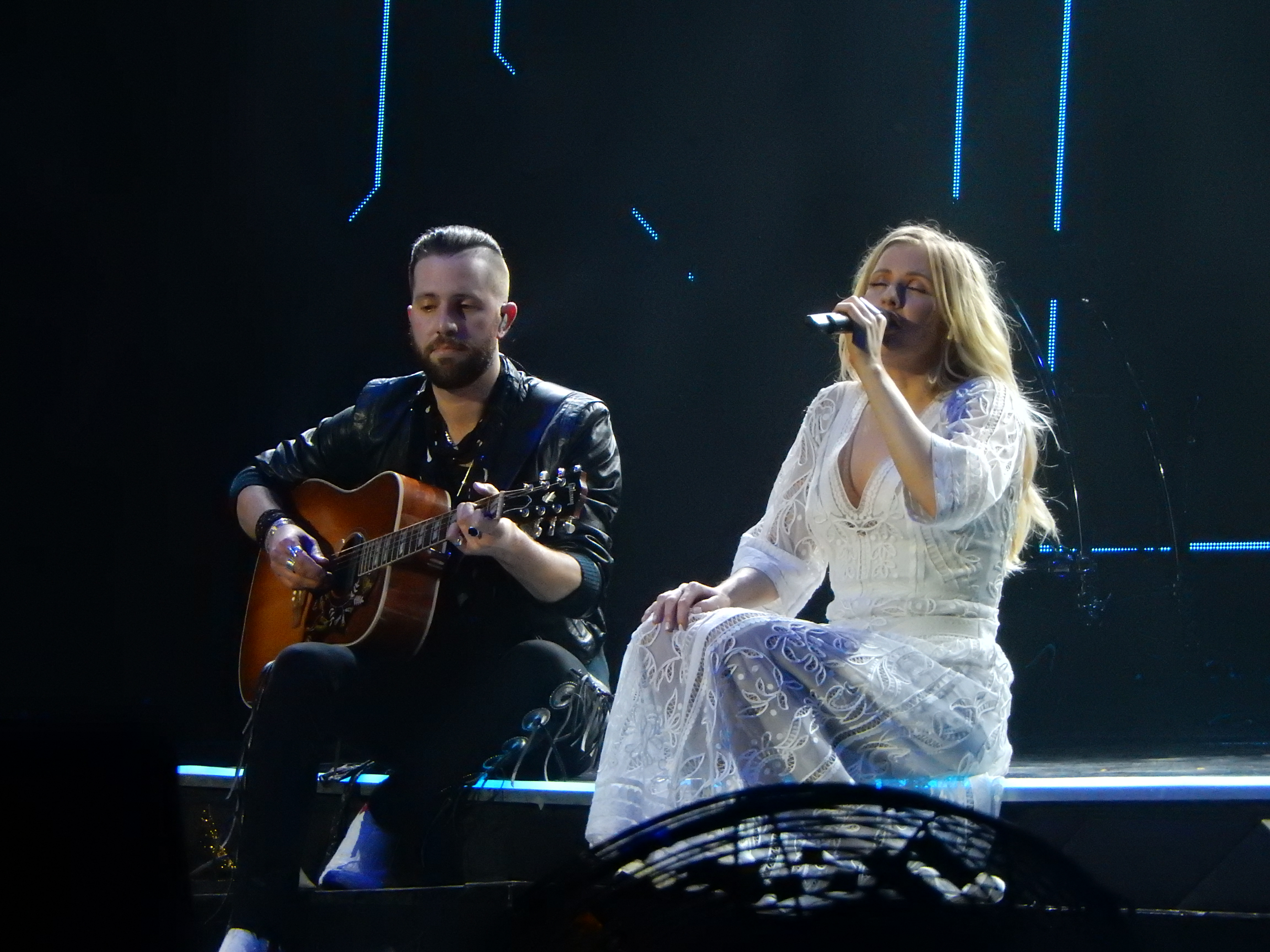
Ellie Goulding si esibisce nel 2016 alla O_{2} Arena di Londra

Il 17 settembre 2015 pubblica On My Mind, singolo apripista dell'album Delirium, pubblicato globalmente il successivo 6 novembre. Goulding si reca a Sydney per promuovere il nuovo disco, esibendosi in una mostra al Teatro Enmore il 4 ottobre: qui propone una serie di canzoni simile alla sua scaletta dell'Apple Music Festival; compare inoltre due giorni dopo a X Factor Australia, dove esegue On My Mind. Il 9 ottobre 2015, la canzone Something in the Way You Move viene pubblicata come singolo promozionale dell'album, e successivamente nel gennaio del 2016 come terzo singolo ufficiale visto il buon successo nel frattempo riscontrato nelle classifiche. In precedenza, il 15 ottobre 2015 era stato annunciato che Army sarebbe stato il secondo singolo ufficiale estratto dall'album; il video musicale della canzone viene poi pubblicato il 14 gennaio 2016 su YouTube.
Sempre a gennaio 2016, Ellie intraprende un tour mondiale al fine di promuovere l'album, sicché il 21 dello stesso mese dà il via al Delirium World Tour, evento che tocca l'Europa nel corso dell'inverno del 2016, per poi spostarsi in primavera nel Nord America e infine in autunno in Oceania. A metà agosto, viene confermata la realizzazione del singolo digitale Still Falling for You facente parte della colonna sonora del film Bridget Jones's Baby, accompagnato dal relativo videoclip musicale successivamente pubblicato sul canale YouTube della cantante. Vengono successivamente pubblicati il singolo First Time in collaborazione con Kygo e una cover del brano Vincent, originariamente eseguita da Don McLean e realizzata da Goulding in onore del pittore Vincent van Gogh.

### 2018–2021:Brightest Blue
Ellie Goulding ha collaborato con Diplo e Swae Lee al singolo Close to Me, che è stato pubblicato il 24 ottobre 2018. Close to Me riscuote un buon successo a livello globale, penetrando all'interno delle prime trenta posizioni nelle principali classifiche internazionali e in Regno Unito, dove viene premiato con il disco d'oro.
Il 1º gennaio 2019, ha confermato durante un'intervista con The Guardian di essere stata al lavoro per il suo quarto album in studio. Il 1º marzo successivo, ha pubblicato un nuovo singolo, Flux, seguito il 12 aprile da Sixteen. Il 26 giugno è invece il turno di Hate Me, una collaborazione con il compianto rapper Juice Wrld, pubblicata come quarto singolo il 26 giugno 2019. Hate Me era stato presentato in anteprima da Zane Lowe nel suo programma radiofonico Beats 1. Dopo aver contribuito vocalmente alla traccia Return to Love di Andrea Bocelli, il 14 novembre ha pubblicato  esclusivamente per la piattaforma Amazon Music una propria reinterpretazione del brano River di Joni Mitchell, che riscuote una notevole attenzione mediatica tale da raggiungere la prima posizione della classifica dei singoli britannica nell'ultima settimana del 2019.
Il 13 marzo 2020 ha pubblicato il singolo Worry About Me, una collaborazione con il rapper Blackbear, insieme al relativo videoclip musicale. Il singolo Power, pubblicato il successivo 21 maggio, anticipa l'uscita del quarto album di inediti della cantante, intitolato Brightest Blue e previsto per il 17 luglio. Tutti i singoli precedentemente pubblicati, ad eccezione di Sixteen, sono stati inseriti esclusivamente come tracce bonus nell'edizione deluxe del disco; Flux, invece, risulta essere l'unico singolo apri-pista al progetto insieme a Power.

### 2022–presente:Higher Than Heaven
Nel 2022 Goulding ha annunciato la pubblicazione del suo quinto album in studio, Higher Than Heaven, definendolo come un lavoro elettropop e dance. Il 15 luglio 2022 ha pubblicato il singolo Easy Lover in collaborazione con Big Sean. A fine 2023 ha promosso l'album esibendosi con l’Higher Than Heaven Tour.

## Stile musicale
Ellie Goulding possiede l'estensione vocale di un soprano leggero liricamente che si estende 3.5 ottave, ed è nota per il suo vibrato, il tono ruvido e l'approccio emotivo espresso nei suoi brani. In una recensione per Halcyon, Neil McComick di The Daily Telegraph ha descritto la sua voce come «qualcosa di speciale» — continua — «Il suo vibrato tremulo e il timbro un po' rauco danno la sensazione di qualcosa di primitivo e folk, le sue note alte da usignolo esprimono uno stupore infantile mentre le tonalità più scure richiamano antiche profondità di tristezza. Canta come se si stesse infilando sulla melodia, gorgheggiando da un luogo di emozione disperata. È davvero uno dei doni più rari e forse più accidentali: una voce originale». Durante un'intervista con Carson Daly, Goulding ha descritto la sua voce in tal modo:
Will Hermes di Rolling Stone ha paragonato la sua voce a quella di Dolly Parton, affermando che il suo registro superiore è abbagliante, complimentandosi anche con la sua abilità nel canto a più stratificazioni. Megan Farokhmanesh della rivista Paste ha invece dichiarato che «la Goulding ha una bella voce, ma di tanto in tanto la sua colpisce una nota che strofina i timpani nel modo sbagliato», anche se lei ha comunque elogiato la cantante complessivamente per il suo «talento per le bellissime vocalità toccanti».
Goulding ha citato Joni Mitchell e Björk come influenze primarie, così come i colleghi contemporanei Amy Winehouse, Katy Perry, Lady Gaga, Beyoncé, Burial, Taylor Swift, Bon Iver e Rihanna. Ha anche espresso ammirazione per i rapper Kanye West, Drake e Nicki Minaj. Lo stile musicale della Goulding è stato paragonato infine a quello di Kate Nash, Lykke Li e Tracey Thorn.
L'album d'esordio Lights è stato caratterizzato da generi musicali compresi tra indie pop, synthpop, folktronica e indietronica. Il disco contiene un «pop frizzante con un cuore folk e un bordo elettronico» ed è considerato come «contagioso». L'album ha incorporato anche l'uso della chitarra acustica e del «synthpop retro» comparato a quello di Little Boots e La Roux, mentre la produzione contiene «origini folk sotto una ridda di sintetizzatori di ciclismo alacri e battiti programmati». Il secondo album, Halcyon è rimasto fedele al predecessore per l'uso di generi tra cui i sovracitati indie pop e synthpop. Si allontana però dal sound elettronico di Lights e si trasferisce verso un suono più tribale di più l'accompagnamento da parte del pianoforte.

## Vita privata
Il 28 aprile 2013 ha corso la mezza maratona di Washington, totalizzando un tempo di 1:41:35.
Il 7 agosto 2018, Goulding ha ufficializzato il fidanzamento con Caspar Jopling; i due si sono sposati il 31 agosto 2019 nella cattedrale di York Minster, in Inghilterra. La coppia, che ha avuto un figlio nel 2021, ha reso nota la propria separazione il 23 febbraio 2024.
La cantante ha parlato diverse volte della sua salute mentale. Nel 2016 ha discusso degli attacchi di panico causati dall'ambiente dello studio, che le impedivano di lavorare. Nel 2017 si è invece aperta relativamente ai problemi di fiducia in corso e dell'ansia grave che aveva provato. Nell'occasione, ha anche rivelato che un regime di fitness e pugilato in palestra l'ha aiutata a superarli.
Alla sua migliore amica nonché assistente personale, Hannah Suzanne Lowe, ha dedicato la canzone Army.
Sostenitrice del Partito Laburista, si è schierata a favore della permanenza del Regno Unito nell'Unione europea in vista del referendum del 2016; all'indomani del risultato favorevole all'uscita del Regno Unito dall'Unione europea, ha espresso il suo disappunto su Twitter scrivendo: «Credo davvero che questa sia una delle cose più devastanti che sono accadute durante la mia vita».

## Discografia

### Album in studio
- 2010 – Lights
- 2012 – Halcyon
- 2015 – Delirium
- 2020 – Brightest Blue
- 2023 – Higher Than Heaven

### Album di remix
- 2014 – Halcyon Days: The Remixes
- 2021 – Brightest Blue: Music for Calm

## Tournée
- 2010/11 - Lights Tour
- 2012/14 -The Halcyon Days Tour
- 2016 - Delirium World Tour
- 2021 - Brightest Blue Tour
- 2023 - Higher Than Heaven Tour

## Riconoscimenti
BRIT Awards
- 2010 – Premio della critica
- 2011 – Candidatura per la miglior artista solista femminile britannica
- 2011 – Candidatura per il miglior rivelazione britannico
- 2014 – Miglior artista solista femminile britannica
- 2014 – Candidatura per il singolo britannico dell'anno per Burn
- 2014 – Candidatura per il video britannico dell'anno per Burn
- 2014 – Candidatura per il singolo britannico dell'anno per I Need Your Love
- 2014 – Candidatura per il video britannico dell'anno per I Need Your Love
- 2016 – Candidatura per il singolo britannico dell'anno per Love Me like You Do
- 2016 – Candidatura per il video britannico dell'anno per Love Me like You Do
- 2017 – Candidatura per la miglior artista solista femminile britannica

Grammy Awards
- 2016 – Candidatura per la miglior interpretazione pop solista per Love Me like You Do

MTV Europe Music Awards
- 2010 – Candidatura per il miglior artista UK e Irlanda
- 2013 – Candidatura per il miglio artista UK e Irlanda
- 2014 – Candidatura per il miglior artista MTV World Stage
- 2015 – Candidatura per il miglior artista femminile
- 2015 – Candidatura per la miglior canzone per Love Me like You Do
- 2016 – Candidatura per il miglior artista MTV World Stage

MTV Video Music Awards
- 2013 – Candidatura per la miglior collaborazione per I Need Your Love
- 2013 – Candidatura per la miglior canzone dell'estate per I Need Your Love
- 2015 – Candidatura per il miglior video femminile per Love Me like You Do

People's Choice Awards
- 2016 – Candidatura per il brano musicale preferito per Love Me like You Do

## Filmografia

### Attrice
- Tom & Issy - cortometraggio, regia di Roger Michell (2013)
- Ellie Goulding: Healthy Eating on Tour - documentario, regia di Pasqual Gutierrez (2014)

### Colonna sonora
- Kick-Ass, regia di Matthew Vaughn (2010) - Starry Eyed
- Chalet Girl, regia di Phil Traill (2011) - Who'd Want to Find Love
- L'amore dura tre anni, regia di Frédéric Beigbeder (2011) - Your Song
- Spring Breakers - Una vacanza da sballo, regia di Harmony Korine (2012) - Lights
- Hunger Games: La ragazza di fuoco, regia di Francis Lawrence (2013) - Mirror
- Kingsman - Secret Service, regia di Matthew Vaughn (2014) - Heavy Crown
- Divergent, regia di Neil Burger (2014) - Beating Heart
- Cinquanta Sfumature di Grigio, regia di Sam Taylor-Johnson (2015) - Love Me like You Do
- Girls, prodotta da Lena Dunham (2016) - Here's To Us
- Cinquanta Sfumature di Rosso, regia di James Foley (2018) - Love Me like You Do

## Videografia
Oltre che nei suoi video, Ellie Goulding è apparsa anche nei seguenti video:
- Bad Blood di Taylor Swift (come Destructa X) (2015)